# Melaloncha digitalis
Melaloncha digitalis är en tvåvingeart som beskrevs av Borgmeier 1959. Melaloncha digitalis ingår i släktet Melaloncha och familjen puckelflugor. Inga underarter finns listade i Catalogue of Life.